# لالباگس
لالباگس (به اسپانیایی: Albagés) یک منطقهٔ مسکونی در اسپانیا است که در گاریگوس واقع شده‌است. لالباگس ۲۵٫۷ کیلومتر مربع مساحت دارد ۳۷۲ متر بالاتر از سطح دریا واقع شده‌است.